# Anisopteromalus camerunus
Anisopteromalus camerunus is een vliesvleugelig insect uit de familie Pteromalidae. De wetenschappelijke naam is voor het eerst geldig gepubliceerd in 1956 door Risbec.